# ライオン レ・レ・レのレ
『ライオン レ・レ・レのレ』（らいおんれれれのれ）は、2002年10月12日から2005年12月31日まで文化放送をキーステーションに放送されたラジオ番組。ライオンの一社提供。なお文化放送では60分放送（道路交通情報を内包）だが、ネット局では30分放送である。

## パーソナリティ
- Take2 （深沢邦之・東貴博）
- 眞鍋かをり

## コーナー紹介
- 世の中レレレ（文化放送のみ）：世界中で起こったニュースを紹介する。
- レレレ玉手箱：毎週ゲストを迎えて、話題の情報などを紹介する。
- テイスティングタイム（文化放送のみ）：話題のスイーツを紹介する。
- 恋する乙女の駆け込み寺（同上）：リスナーから寄せられた恋愛に関する悩みを、パーソナリティの3人が解決していく。
- あしたにレレレ：健康に関する情報を紹介する。タイトルの由来は開始当初のライオンのキャッチフレーズ「あしたに、あなたに」から。

## 放送時間
（2005年4月当時）
- 文化放送：土曜10:00 - 11:00
- 毎日放送：日曜8:30 - 8:59
- 東海ラジオ：日曜12:30 - 13:00

## 文化放送制作・ライオン一社提供の番組
- ライオン スター歌謡最前線
  - 当初は全国30局ネット。TBSラジオの「バックグラウンド・ミュージック」をネットしていた、JRN・NRNクロスネット局では日曜午前9時台(SBS、ABS他）。または11時台(MBS、FBC他)に放送した。NRN単独局ではSFの様に10時台で放送した局があった。
- ライオン リクエスト30
  - 邦楽チャート番組。番組へのリクエスト葉書を基に決定されたランキングの上位 30曲をカウントダウン形式で紹介していた。パーソナリティは夏木ゆたか。この番組が放送されていた1983年当時は、文化放送だけで週に5本の邦楽チャート番組が放送されていたことになる[1]。
- ライオン リクエスト30・シブがき隊の俺たちマジだぜ (1986年頃 - 未詳)
- ライオン サウンドNo.17・Let it C-C-B（1988年10月 - 1989年10月）
- ライオン サウンドNo.17・聖飢魔IIの電波帝国（1989年10月 - 1992年3月）
- LION トーンNo.17・中村雅俊 夢の住む街（1992年4月 - 1994年3月） ニッポン放送の「ガバッといただき60分」開始により、時間が変更となったネット局が出た。ABS、SBS、KNB、FBCなど基幹地域以外のネット局のライオン提供はこの番組まで
- 森口博子ナンバショット!（1994年4月 - 1997年9月）
  - 当番組より、ライオンが提供するネット局が基幹 7局ネット（STV・TBC・QR・SF・MBS・RCC・KBC）に縮小。提供クレジットが「ライオンから」に変更された。その他の局はCM枠がフィラーのBGMで埋められたり、放送終了した局があった。
- 放課後コール!! ※放送当時、日曜朝の30分番組で放送。
- 私がラジオスター※日曜朝 → 日曜夜へ枠移動した。
- unun※放送当時、A&Gよりもホームランナイター後の優先番組で編成されていたため、その番組のリスナーからの苦情や抗議が多数届き、ネット局が減少して、東名阪の3局で当番組を放送した。
- ライオンミュージックサタデー※当番組より、文化放送、MBSラジオ、東海ラジオの東名阪 AMラジオ局 3局ネットを終了。関東ローカル番組となった。

## 当番組終了後のネット局の対応について
- 当番組終了後文化放送は「久保純子のライオンミュージックサタデー」へ提供枠が移行し、中京圏と京阪神エリアはワイド番組の中継コーナースポンサー（文化放送では「寺島尚正 ラジオパンチ!」内「聞き耳パンチ!」の中継ゾーンで毎月1回リポートしているが、ライオン製品の取扱店を紹介するコーナー）となっている部分と「ライオン提供交通情報」「ライオン提供天気予報」に分離してセールスされている（中京地区は東海ラジオ、京阪神は中継コーナーは朝日放送の平日午前帯ワイドの木曜、天気予報と交通情報はMBSで日曜の午前中1回と17:35頃に放送されていた）。
- さらにその後ABCラジオについては平日午前帯ワイドの9時台一コーナーのスポンサーへ、東海ラジオもスポットCMの一スポンサーへ降格して現在[注釈 1]に至る。
- このためライオンはNRN向けの全国ネット番組の後継としてナイターオフ期に毎年「小堺一機と渡辺美里のスーパーオフショット」をニッポン放送の制作で放送している（番組内に「ライオンからのお知らせ」というコーナーがある）。
- しかし2019年度は渡辺の都合で、2020年度は小堺の高齢などにより番組制作や収録が困難となり放送を見送っている。